# La Mère aux monstres
La Mère aux monstres est une nouvelle de Guy de Maupassant, parue en 1883.

## Historique
La Mère aux monstres est initialement publiée dans la revue Gil Blas du 12 juin 1883, sous le pseudonyme Maufrigneuse, puis dans le recueil Toine.

## Résumé
Le narrateur est promené par un ami qui lui fait découvrir la contrée.  Après avoir vu les ruines, les châteaux et les curiosités, l’ami lui propose d’aller voir la « mère aux monstres ». C’est une femme qui ne met au monde que des monstres. Son histoire est tragique. 
Fille de fermier, elle tombe enceinte et, pour dissimuler sa grossesse, invente une espèce de corset. Quand elle accouche, l’enfant est un monstre. Des montreurs de foire lui proposent d’acheter l’enfant. Voyant que cela pouvait lui rapporter de l’argent, elle enchaîne les grossesses et, grâce à sa technique, elle « réussit » toujours ses monstres. L’ami a calculé que cela devait lui rapporter cinq mille francs par an.
Cette horrible histoire rappelle au narrateur la rencontre qu’il avait faite sur une plage : trois enfants difformes, leur mère, une élégante, s’imposait un corset pour être belle et aimée.

## Éditions
- La Mère     aux monstres, dans Maupassant, Contes et Nouvelles, tome I, texte établi et annoté par Louis Forestier, éditions Gallimard, Bibliothèque de la Pléiade, 1974  (ISBN 978 2 07 010805 3).